# Ben et Bénédict
Ben et Bénédict és una pel·lícula francesa dirigida per Paula Delsol el 1976, estrenada el 1977.

## Argument
Bénédict representa la fantasia del que en Ben voldria ser: una dona equilibrada que se sent bé amb ella mateixa.

## Repartiment
- Françoise Lebrun: Ben/Bénédict
- André Dussollier: Bernard Chevalier
- Daniel Duval: Rémi Peyrou
- Jacqueline Staup: amic de Ben
- Jacques Jeannet: el primer mestre
- Catherine Cadet: la dona avortada
- Michel Delahaye: el testimoni del casament
- Michèle Amiel: Senyora Caizergues, propietària del bistrot
- Arielle Sémenoff: la dona que va donar a llum
- Jacqueline Dane: la mare de Ben
- José Varela: el segon professor
- Colette Lecourt: la mainadera
- Geneviève Mnich: xicota de Bernard
- François Périer: la veu
- Pierre Bréchignac: el metge
- Christine Abt: l'estudiant de medicina
- Pierre Decazes: l'alcalde
- Philippe David: el germà de la dona que va donar a llum
- Pierrette David: el client
- Cécile Surbled: filla de Ben
- Gabriel Gobin: el veí
- Sylvie Coste: la Plantilla:2a
- Alain Scoff
- Odette Barrois
- André Nader
- Nadine Servan
- Christine Datnowsky
- Marie-Caroline Burnat